# Wollbruchsmühle
Wollbruchsmühle ist eine ehemalige Wassermühle und heutiger Ortsteil im Norden der bergischen Großstadt Wuppertal. Der Ort bestand bis in die zweite Hälfte des 20. Jahrhunderts aus zwei unmittelbar benachbarten Wohnplätzen, dem Hof Wollbruch und der Mühlenanlage Wollbruchsmühle. Nach Abgang der Mühle ging der Name Wollbruchsmühle auf den Hof über.

## Lage und Beschreibung
Der Ort Wollbruchsmühle liegt im Nordosten des Wohnquartiers Dönberg im Stadtbezirk Uellendahl-Katernberg auf einer Höhe von 205 m ü. NHN am Deilbach an der Stadtgrenze zu Hattingen und Sprockhövel. Östlich erhebt sich mit 312,9 m ü. NHN die Erhebung Hackenberg.
Benachbarte Orte sind neben Dönberg die Wohnplätze und Hofschaften Kloppwamms, Brüggen, Am neuen Krusen, Franzdelle, Stopses, Krusen und Vorm Dönberg, sowie die Hattinger Ortschaften Lohbusch, Beek und Dunk.
In Wollbruchsmühle wird eine Reitanlage bewirtschaftet. Der Wuppertaler Rundweg führt an dem Ort vorbei.

## Geschichte
Im 19. Jahrhundert gehörte Wollbruch und die Wollbruchsmühle zu den Außenortschaften der Bauerschaft und der Kirchengemeinde Dönberg in der Bürgermeisterei Hardenberg, die 1935 in Neviges umbenannt wurde. Damit gehörten sie von 1816 bis 1861 zum Kreis Elberfeld und ab 1861 zum alten Kreis Mettmann.
Im Gemeindelexikon für die Provinz Rheinland von 1888 werden für Wollbruch ein Wohnhaus mit vier Einwohnern und für die Wollbruchsmühle ein Wohnhaus mit zwei Einwohnern angegeben. Die Orte werden zu dieser Zeit Hof Wollbruch und Mühle Wollbruch genannt.
Mit der Kommunalreform von 1929 wurde der südliche Teil von Dönberg abgespalten und mit weiteren, außerhalb von Dönberg liegenden Nevigeser Ortschaften in die neu gegründete Stadt Wuppertal eingemeindet, der Rest Dönbergs mit Wollbruchsmühle verblieb zunächst bei Neviges. Durch die nordrhein-westfälische Gebietsreform kam Neviges mit Beginn des Jahres 1975 zur Stadt Velbert und das restliche Dönberg wurde ebenfalls in Wuppertal eingemeindet.